# Wysokie (powiat olsztyński)
Wysokie – wieś w Polsce położona w województwie warmińsko-mazurskim, w powiecie olsztyńskim, w gminie Świątki.
W latach 1975–1998 miejscowość administracyjnie należała do województwa olsztyńskiego.
Wieś znajduje się w historycznym regionie Warmia.
Obecnie w miejscowości nie ma zabudowy.